# 陳誠 (明朝)

陳誠は永楽帝の命を受け、陸路で中央アジアのティムール朝を訪問した。(経由地はに基づく、緑色の線) また、鄭和は海上ルート (黒) で、亦失哈は河川ルート (青) で周辺諸国への使節として派遣された。

陳 誠（ちん せい、拼音: Chén Chéng、1365年 - 1457年）は、明の外交官・探検家。字は子魯、号は竹山。本貫は吉州吉水県。

## 生涯
1393年、陳誠は挙人に、翌1394年には貢士となり、後に殿試において同進士出身の称号を得た。
1396年、サリク・ウイグル（撒里畏兀児、現在のツァイダム盆地西部地区）へ国境防衛施設設立のために派遣された。1397年、永楽帝により安南陳朝への使節として派遣された。1406年から1411年まで北京紫禁城の文淵閣において永楽大典の編纂に関わった。
1414年・1416年・1420年に陳誠は明の使節としてティムール朝の都のサマルカンドを訪れ、この際の見聞を西域番国志及び西域行程記に記した。

## 著作
- 西域行程記
- 西域番国志 - 西域諸国の土地風俗を記した見聞録